# Hafermagazin Landau
Das Hafermagazin Landau ist ein denkmalgeschütztes Gebäude in Landau in der Pfalz, auf dem Grundstück Weißquartierstraße 23 / Reduitstraße 6.

## Geschichte
Das Hafermagazin Landau wurde von 1914 bis 1916 im Auftrag der Königlich Bayerischen Militärverwaltung als Futterspeicher für die berittenen Truppen der Garnison erbaut. Die Karlsruher Niederlassung der Bauunternehmung Dyckerhoff & Widmann war mit Planung und Ausführung des Baus beauftragt. Das siebengeschossige Gebäude wurde als Eisenbeton-Skelettbau in Hennebique-Bauweise mit Mansarddach errichtet, außer dem sich nach oben verjüngenden Skelett bestand auch der Dachstuhl aus Eisenbeton. Dies war zur Bauzeit eine noch relativ neue Bauweise. Die Außenwände bestanden aus verputztem Ziegel-Mauerwerk mit eisernen Fenstern.
Das Hafermagazin ging mit dem Ende des Ersten Weltkriegs 1918 in den Besitz der französischen Besatzungstruppen über, die es bis zu ihrem Abzug im Jahr 1930 nutzten. Von 1945 bis 1999 befand es sich wiederum im Besitz der französischen Armee. In dieser Zeit wurden die Räumlichkeiten als Kommiswäscherei betrieben, danach stand es jahrelang leer.
Die Zukunft des Bauwerks blieb lange Zeit unklar. Zunächst war eine Filiale der Sparkasse Südliche Weinstraße geplant, die dann aber an einem anderen Ort errichtet wurde. Verschiedene denkmalverträgliche Umnutzungskonzepte wurden durch Hochschulprojekte entwickelt, unter anderem für eine Umnutzung zum Parkhaus, Hotel oder Archiv. Schließlich kaufte der Baden-Badener Investor Birk 2007 das Gebäude. Im gleichen Jahr begann das Karlsruher Architekturbüro Archidee unter Stefan Emslander mit der Konversion in einen Wohnkomplex mit 71 Loftwohnungen. Bauträger war das Rastatter Unternehmen Weisenburger. Der sechsgeschossige Bau hat 10.314 Quadratmeter Nutzfläche (Geschossfläche). Das historische Eisenbetonskelett blieb beim Umbau erhalten, ebenso ein Teil der Nordfassade und der basilikale Dachraum.